# ハヤ

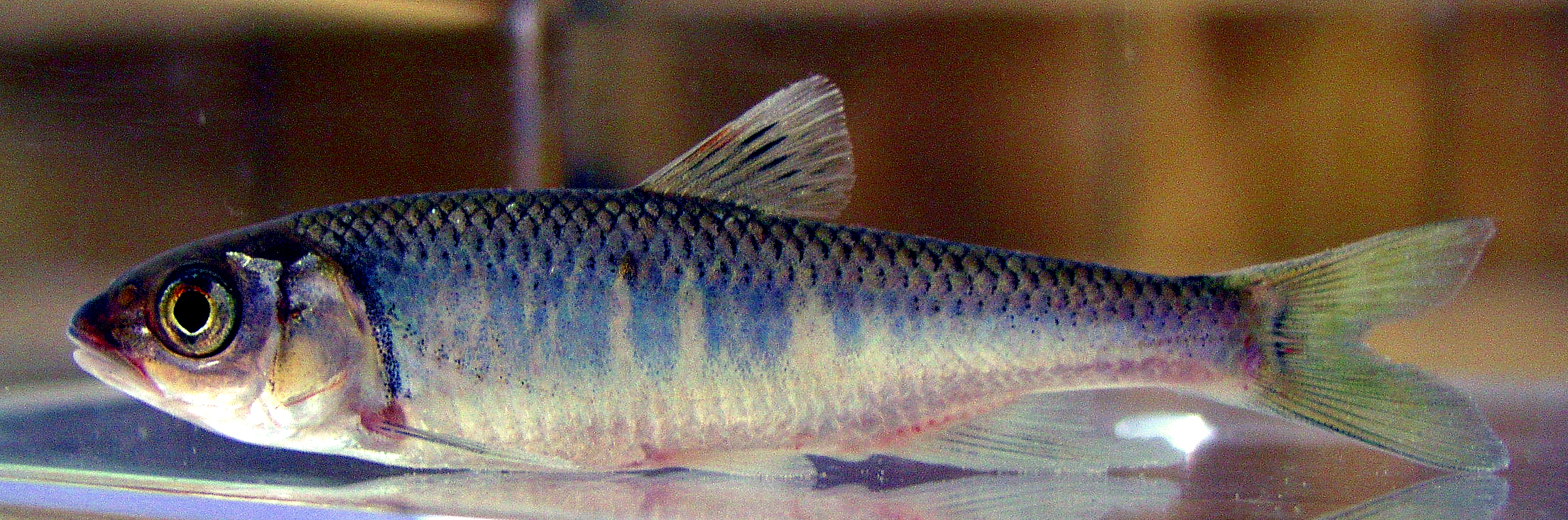
オイカワの若魚

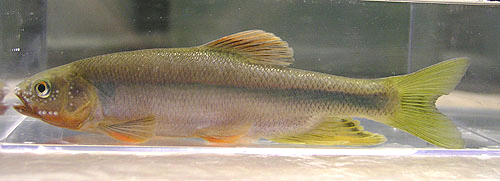
静岡県産ヌマムツ（カワムツA型）。婚姻色が出たオス

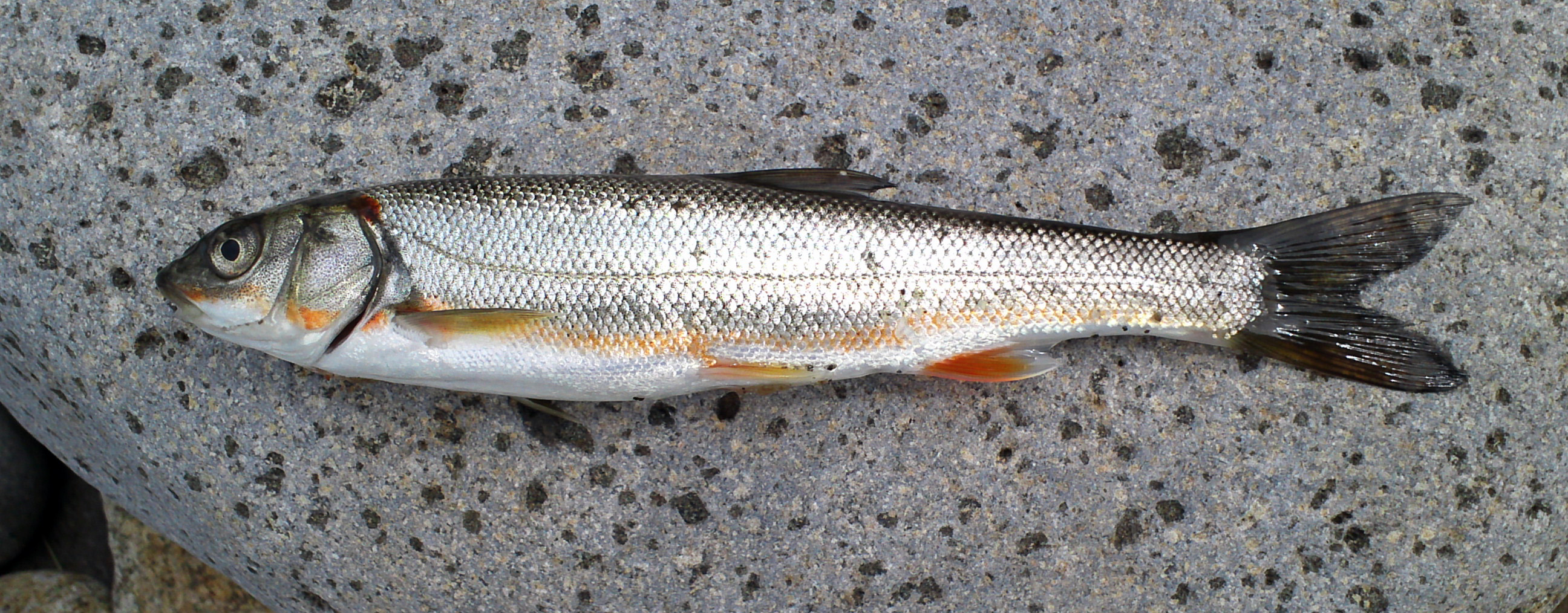
婚姻色が残るウグイ

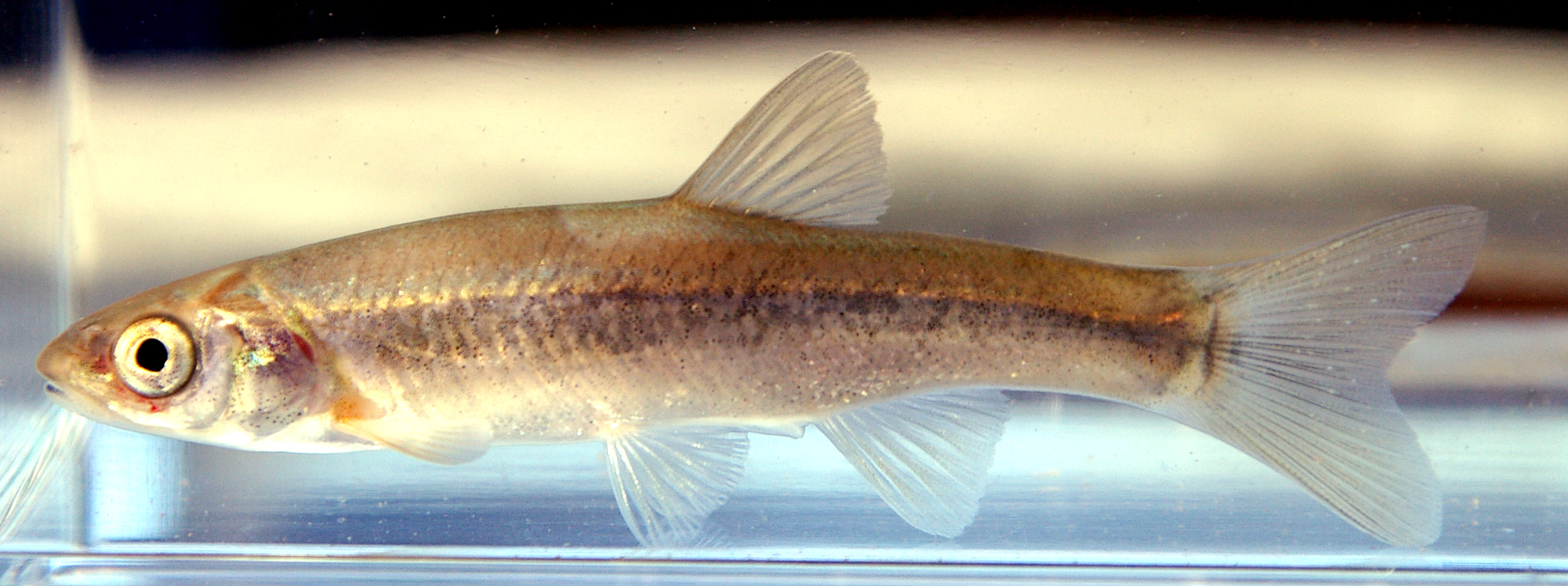
アブラハヤ

ハヤ（鮠, 鯈, 芳養）は、日本産のコイ科淡水魚のうち、中型で細長い体型をもつものの総称である。ハエ、ハヨとも呼ばれる。
釣り用語や各地での方言呼称に用いられ、標準和名に「ハヤ」が組みこまれた種もある。主な魚としては以下のようなものがいる。
- ウグイ
- アブラハヤ
- タカハヤ
- オイカワ
- ヌマムツ
- カワムツ

餌はサシ、パン、ミミズ、練り餌、川虫、赤虫、毛鉤など。
泳がせ釣り用の活き餌として釣られることもある。